# George Gray (atleta)
George Henry Gray (25 dicembre 1887 – 11 dicembre 1970) è stato un ostacolista britannico.
Ha partecipato ai Giochi di Anversa 1920, gareggiando nei 110m ostacoli e 400m ostacoli.